# João Comneno, o Gordo
João Comneno, dito "o Gordo" (em grego: Ἰωάννης Κομνηνός ὁ παχύς; romaniz.: Ioánnis Komninós o pachýs), foi um nobre bizantino que tentou usurpar o trono imperial de Aleixo III Ângelo (r. 1195–1203) através de golpe de estado de curta duração em Constantinopla em 31 de julho de 1201. O golpe apoiou-se na oposição à reinante dinastia Ângelo entre as famílias rivais aristocráticas e o povo comum, que estavam insatisfeitos pelos fracassos dos dinastias contra inimigos externos. Apesar de ser uma figura obscura, João tornou-se líder da revolta devido à sua estirpe imperial, pois era descendente da ilustre dinastia comnena (r. 1081–1185), muito embora a real força por trás do golpe era provavelmente o ambicioso Aleixo Ducas Múrtzuflo.
Com apoio da população da capital, os conspiradores tomaram grande parte do canto sudoeste do Grande Palácio, que a multidão saqueou, e João Comneno foi coroado em Santa Sofia. Aleixo III, contudo, seguro em sua residência no Palácio de Blaquerna, enviou tropas por mar para aportar na porção do Grande Palácio ainda sob controle da Guarda Varegue. Com boa parte da multidão dispersa pela noite, os varegues tiveram pouca dificuldade em suprimir a revolta. João Comneno, ao lado de muitos de seus apoiantes, foi capturado e executado.

## Origem de João e contexto político

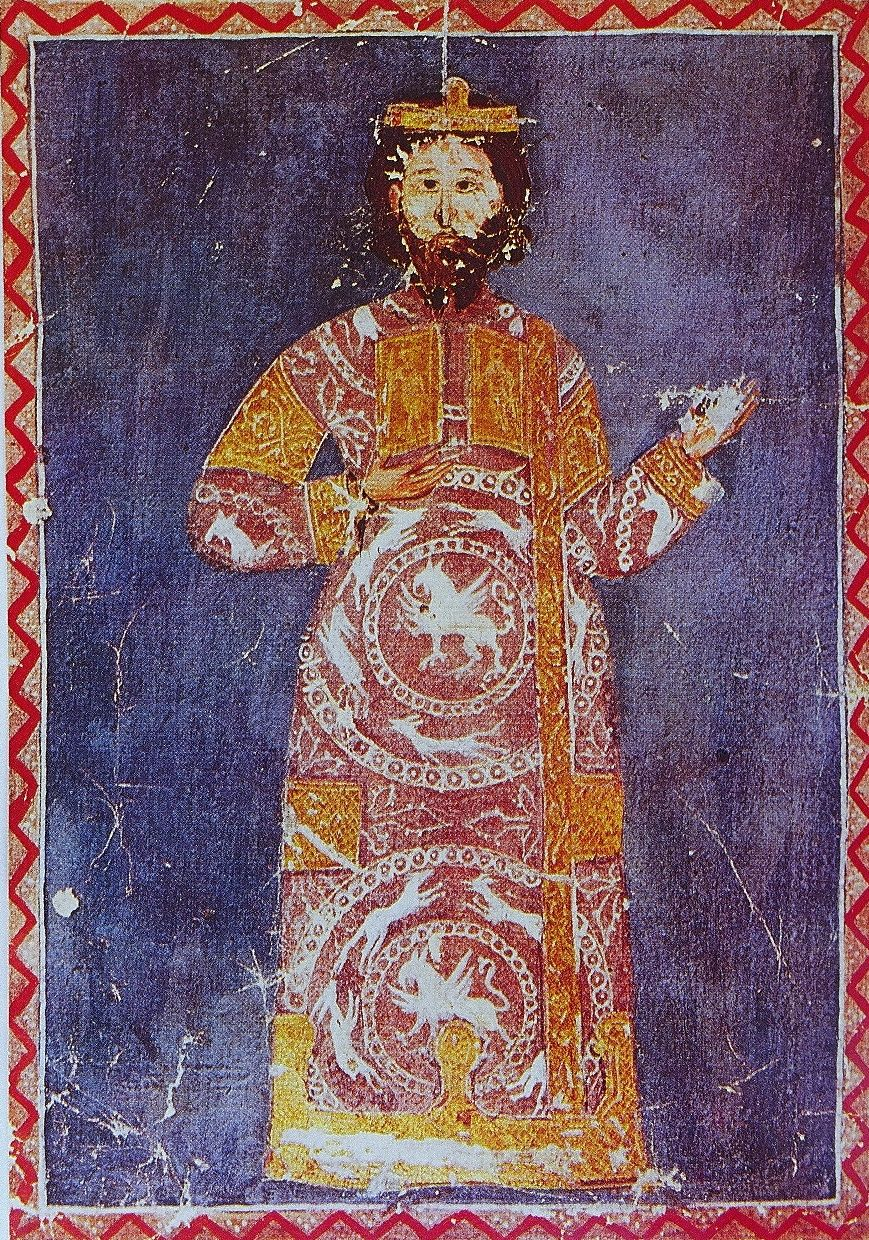
Aleixo Ducas Múrtzuflo, o provável mentor por trás do golpe de João

João era filho de um distinto protoestrator, Aleixo Axuco. Os Axucos eram uma proeminente família de origem turca intimamente ligada aos imperadores Comnenos e que produziu diversos generais importantes. As duas famílias também eram ligadas por laços matrimoniais: a mãe de João, Maria, era filha de Aleixo Comneno, que por sua vez era o primogênito e coimperador com João II Comneno (r. 1118–1143). Por isso, João era capaz de reivindicar para si uma estirpe comparável, senão superior, ao dos Ângelos, a casa reinante, porém apenas pelo lado maternal. João é tido como um dos possíveis pais de Teodora Axucina, esposa do imperador Aleixo I de Trebizonda (r. 1204–1222), mas esta identificação é conjectural: o nome de família "Axucina" seria atribuído a ela porque seu filho mais velho, o imperador João I (r. 1235–1238), o tinha. Não se sabe o nome da esposa de João. Kelsey Jackson Williams especula que ele teria se casado com uma filha de João II Comneno e Piroska da Hungria.
O governo de Aleixo III foi atribulado desde o começo: a aristocracia conspirava contra ele, sua necessidade premente por novas fontes de renda foi rejeitada no senado com o apoio do clero e dos comerciantes, enquanto as classes média e baixa da capital demonstravam seu descontentamento em frequentes revoltas contra os oficiais corruptos. A mais notável destas foi uma grande rebelião em fevereiro de 1200 contra o diretor do Pretório, a principal prisão bizantina, João Lagos, sufocada de forma sangrenta pelas tropas imperiais. O próprio João Comneno era uma figura de pouca importância na corte e, numa nota do final do século XIII, Aleixo Ducas Múrtzuflo, que se tornaria imperador (Aleixo V Ducas) durante o cerco de 1204 pela Quarta Cruzada, foi nomeado como sendo o cérebro por trás do golpe. Ele certamente tinha como aliados um grande grupo de nobres da era dos Comnenos e, possivelmente, até mesmo o apoio dos irmãos Aleixo e Davi Comneno, que fundariam posteriormente o Império de Trebizonda.
Michael Angold ligou o começo do golpe aos eventos do início de 1199, quando Aleixo III casou suas duas filhas, Irene e Ana, com Aleixo Paleólogo e Teodoro Láscaris respectivamente. Estes casamentos foram vistos não apenas como uma demonstração de uma crescente confiança em seu poder, mas também como a criação duma base de poder aristocrática com vistas à sucessão, o que causou descontentamento entre várias famílias nobres já estabelecidas. Porém, a revolta foi também alimentada por um sentimento geral de descontamento e humilhação com os fracassos dos Ângelos, o que é evidente no testemunho — algo exagerado — de Nicolau Mesarita, que afirma que os aliados de João Comneno teriam proclamado que, dali por diante, tudo iria correr bem para a România, que seus inimigos seriam destruídos e que os reis de toda a terra iriam vir prestar homenagem a Constantinopla.

## O golpe

Mapa da Constantinopla bizantina

O golpe de João começou em 31 de julho de 1201, quando os conspiradores invadiram Santa Sofia e juraram restaurar ao império suas antigas fronteiras contra os búlgaros, turcos seljúcidas e os cruzados latinos. Enquanto João era proclamado imperador numa cerimônia presidida por um monge — o patriarca de Constantinopla, João X Camatero, havia se escondido num armário — a população da capital se revoltou e incendiou diversas igrejas. Em seguida, os conspiradores foram até o Grande Palácio e, evitando passar pelo Portão Calce, que era guardado pela temida Guarda Varegue, dirigiram-se até o camarote imperial no Hipódromo (Catisma), que tinha uma passagem direta para o complexo. Os aliados de João conseguiram expulsar a guarda macedônia que vigiava a passagem e entraram no palácio pelo Portão Careia.
Com a parte ocidental do palácio sob controle, João se sentou no trono imperial, que se quebrou por causa do seu peso. Ele nada mais fez para consolidar sua posição, exceto apontar seus amigos mais próximos para os cargos mais altos na burocracia bizantina. Ao mesmo tempo, seus aliados, juntamente com a população, que incluía uma grande quantidade de mercenários georgianos e italianos, começaram a saquear a cidade. Eles chegaram até mesmo a Igreja Nova e Igreja da Virgem do Farol, os principais santuários que abrigavam as relíquias do império, que foram defendidas pelo escevofílax Nicolau Mesarita e sua pequena guarnição emprestada por João Comneno. Mesarita e seus homens conseguiram afastar os saqueadores até que ele próprio foi ferido na escaramuça e recuou para a igreja do Farol.
Com o cair da noite, a maior parte da multidão que havia acompanhado a invasão do palácio no início do dia se dispersou, mas com o objetivo de retomar os saques no dia seguinte. Neste meio tempo, Aleixo III, que morava no Palácio de Blaquerna, no canto noroeste da cidade, juntou suas forças para um contra-ataque. Uma pequena força foi enviada por barco para contornar a península onde fica a capital e chegar ao Mosteiro de Hodegétria, ao norte do Grande Palácio. Ela foi liderada pelo genro do imperador, Aleixo Paleólogo, que, na época, era considerado o herdeiro, e rapidamente se juntou aos varegues que defendiam partes do palácio.
As forças imperiais então marcharam até o Hipódromo e conseguiram expulsar a maioria dos aliados de João. Em seguida, elas invadiram o palácio, quase sem resistência. O próprio João foi capturado após uma breve perseguição e sua cabeça foi imediatamente cortada para que pudesse ser mostrada, na manhã seguinte, no Fórum de Constantino. Já o seu corpo ficou à mostra em Blaquerna. Um destino similar recaiu sobre muitos dos conspiradores naquela noite e os demais foram capturados para serem compelidos a entregar seus aliados. Aleixo Múrtzuflo foi provavelmente encarcerado por seu papel no incidente (sabe-se que estava na prisão em 1203), e os dois irmãos Comnenos, Aleixo e Davi, parecem ter conseguido escapar da cidade logo após a derrocada do golpe.